# هورنی کنیژکلادی
هورنی کنیژکلادی (به چکی: Horní Kněžeklady) یک منطقهٔ مسکونی در جمهوری چک است که در شهرستان چسکه بودیوویتسه واقع شده‌است. هورنی کنیژکلادی ۷٫۸۴ کیلومتر مربع مساحت و ۱۱۲ نفر جمعیت دارد و ۴۹۳ متر بالاتر از سطح دریا واقع شده‌است.